# Greg Nixon
Pour les articles homonymes, voir Nixon.
Greg Nixon (né le 12 septembre 1981) est un athlète américain spécialiste du 400 mètres.

## Carrière
En début de saison 2008, Greg Nixon remporte la médaille d'or du relais 4 × 400 mètres des Championnats du monde en salle de Valence aux côtés de James Davis, Jamaal Torrance et Kelly Willie.
En 2010, lors des Championnats du monde en salle de Doha, l'Américain s'adjuge un nouveau titre planétaire dans l'épreuve du relais en compagnie de Jamaal Torrance, Tavaris Tate et Bershawn Jackson. L'équipe américaine établit la meilleure performance mondiale de l'année en 3 min 03 s 40 et devance finalement la Belgique et le Royaume-Uni. En juin 2010, Greg Nixon s'adjuge le titre du 400 mètres des Championnats des États-Unis de Des Moines, devant son compatriote LeJerald Betters, en établissant un nouveau record personnel en 44 s 61. Sélectionné dans l'équipe des Amériques lors de la première édition de la Coupe continentale d'athlétisme, à Split, il remporte l'épreuve du relais 4 × 400 mètres aux côtés du costaricien Nery Brenes, de Bershawn Jackson, et du Jamaïcain Ricardo Chambers.
En 2011, il se qualifie sur 400 mètres lors des Championnats des États-Unis, à  Eugene pour les Championnats du monde de Daegu. Devancé par Tony McQuay et Jeremy Wariner, Greg Nixon finit 3e en 44 s 978.

### Palmarès
| Date | Compétition                    | Lieu    | Résultat | Discipline |
| ---- | ------------------------------ | ------- | -------- | ---------- |
| 2008 | Championnats du monde en salle | Valence | 1er      | 4 × 400 m  |
| 2010 | Championnats du monde en salle | Doha    | 1er      | 4 × 400 m  |
| 2010 | Championnats du monde en salle | Doha    | 1er      | 4 × 400 m  |
| 2010 | DécaNation                     | Annecy  | 1er      | 400 m      |
| 2011 | Championnats du monde          | Daegu   | 1er      | 4 × 400 m  |

### Records
| Épreuve       | Performance | Lieu        | Date            |
| ------------- | ----------- | ----------- | --------------- |
| 400 m         | 44 s 61     | Des Moines  | 26 juin 2010    |
| 400 m (salle) | 45 s 77     | Albuquerque | 28 février 2010 |